# Gålsjön (Ullångers socken, Ångermanland)
Gålsjön är en sjö i Kramfors kommun i Ångermanland och ingår i Nätraån-Ångermanälvens kustområde. Sjön är 33 meter djup, har en yta på 3,24 kvadratkilometer och är belägen 262,2 meter över havet. Sjön avrinner genom vattendraget Sikforsån till den lilla Siktjärnen. Sikforsån är ett biflöde till Inviksån. Vid provfiske har bland annat abborre, gädda, lake och mört fångats i sjön.

## Delavrinningsområde
Gålsjön ingår i det delavrinningsområde (700275-161374) som SMHI kallar för Utloppet av Gålsjön. Medelhöjden är 292 meter över havet och ytan är 15,8 kvadratkilometer. Räknas de 6 avrinningsområdena uppströms in blir den ackumulerade arean 29,81 kvadratkilometer. Avrinningsområdets utflöde Inviksån mynnar i havet. Avrinningsområdet består mestadels av skog (75 procent). Avrinningsområdet har 3,23 kvadratkilometer vattenytor vilket ger det en sjöprocent på 20,4 procent.

## Fisk
Vid provfiske har följande fisk fångats i sjön:
- Abborre
- Gädda
- Lake
- Mört
- Sik